# Dilan Çiçek Deniz
Dilan Çiçek Deniz (28 de febrero de 1995) es una actriz y modelo turca que fue coronada Miss Turquía Universo 2014, es conocida por su papel de Sena en la serie de televisión Çukur.

## Biografía
Nació el 28 de febrero de 1995 en Sivas, Turquía. Su madre Hale Temizyürek y su padre Orhan Deniz son profesores. Tomó clases de teatro en su escuela secundaria durante 3 años.
Cuando tenía 15 años, escribió y publicó un libro de poema titulado «pensé que el sol era mi madre» en turco. A la edad de 17 años, formó parte en una competencia de teatro de su escuela y obtuvo un premio de actuación. Comenzó a estudiar Turismo en la Universidad del Egeo, pero tiempo después cambió su carrera a Literatura. Dilan participó y obtuvo el segundo lugar en el concurso de belleza Elidor Miss Turquía 2014. Representó a su país en Miss Universo llevado a cabo en Miami en aquel año.
La carrera actoral de Deniz comienza en el año 2015 con su aparición en Tatlı Küçük Yalancılar (adaptación turca de la serie estadounidense Pretty Little Liars), junto a Şükrü Özyıldız, Büşra Develi, Burak Deniz, Bensu Soral y Alperen Duymaz. En el mismo año, actuó en Güneşin Kızları. En 2016, obtiene su segundo rol protagónico en la serie Bodrum Masalı. Después de esto, comenzó a protagonizar Çukur junto a Aras Bulut İynemli, exitosa serie emitida actualmente todos los lunes por el canal Show TV .

### Miss Turquía 2014
Dilan fue coronada como Miss Turquía Universo 2014 junto a tres concursantes más, el evento tomó lugar en las instalaciones de Star TV el 27 de mayo de dicho año.

### Miss Universo 2014
Deniz compitió en el Miss Universo 2014 pero fue eliminada.

## Vida privada
En enero de 2018, comenzó una relación amorosa con el también actor Furkan Andıç. En noviembre del mismo año se anunció su separación.

## Filmografía

### Televisión
| Año       | Título                 | Personaje        | Nota(s)           |
| --------- | ---------------------- | ---------------- | ----------------- |
| 2015      | Tatlı Küçük Yalancılar | Ebru             | Protagonista      |
| 2015      | Güneşin Kızları        | Elif             | Actriz de reparto |
| 2016-2017 | Bodrum Masalı          | Su Ergüven       | Protagonista      |
| 2017-2019 | Çukur                  | Sena Koçovalı    | Protagonista      |
| 2020-2021 | Alev Alev              | Rüya Yıldırımlar | Protagonista      |
| 2021      | Çukur                  | Sena Koçovalı    | Invitada          |

### Cine
| Año  | Título | Personaje | Nota(s)           |
| ---- | ------ | --------- | ----------------- |
| 2013 | Balayı |           | Actriz de reparto |

### Publicidad
| Año  | Empresa / Producto |
| ---- | ------------------ |
| 2018 | Avon               |

## Premios y nominaciones

### Como actriz
| Año  | Premio                       | Categoría                 | Trabajo       | Resultado | Ref.   |
| ---- | ---------------------------- | ------------------------- | ------------- | --------- | ------ |
| 2016 | Golden Butterfly Awards      | Premio estrella brillante | Bodrum Masalı | Ganadora  | [ 11 ] |
| 2018 | Magazin Gazetecileri Derneği | Mejor actriz del año      | Çukur         | Ganadora  | [ 12 ] |

### Como modelo
| Año  | Premio                | Resultado | Ref.   |
| ---- | --------------------- | --------- | ------ |
| 2014 | Miss Turquía Universo | Ganadora  | [ 13 ] |